# グランドトラバース湾
グランドトラバース湾（グランドトラバースわん、Grand Traverse Bay）は、アメリカ合衆国ミシガン州のロウアー半島北西部に位置する湾である。

## 地理
グランドトラバース湾は、ミシガン湖のうちリーラノー半島によって湖の他の部分と隔てられている部分にあたる。

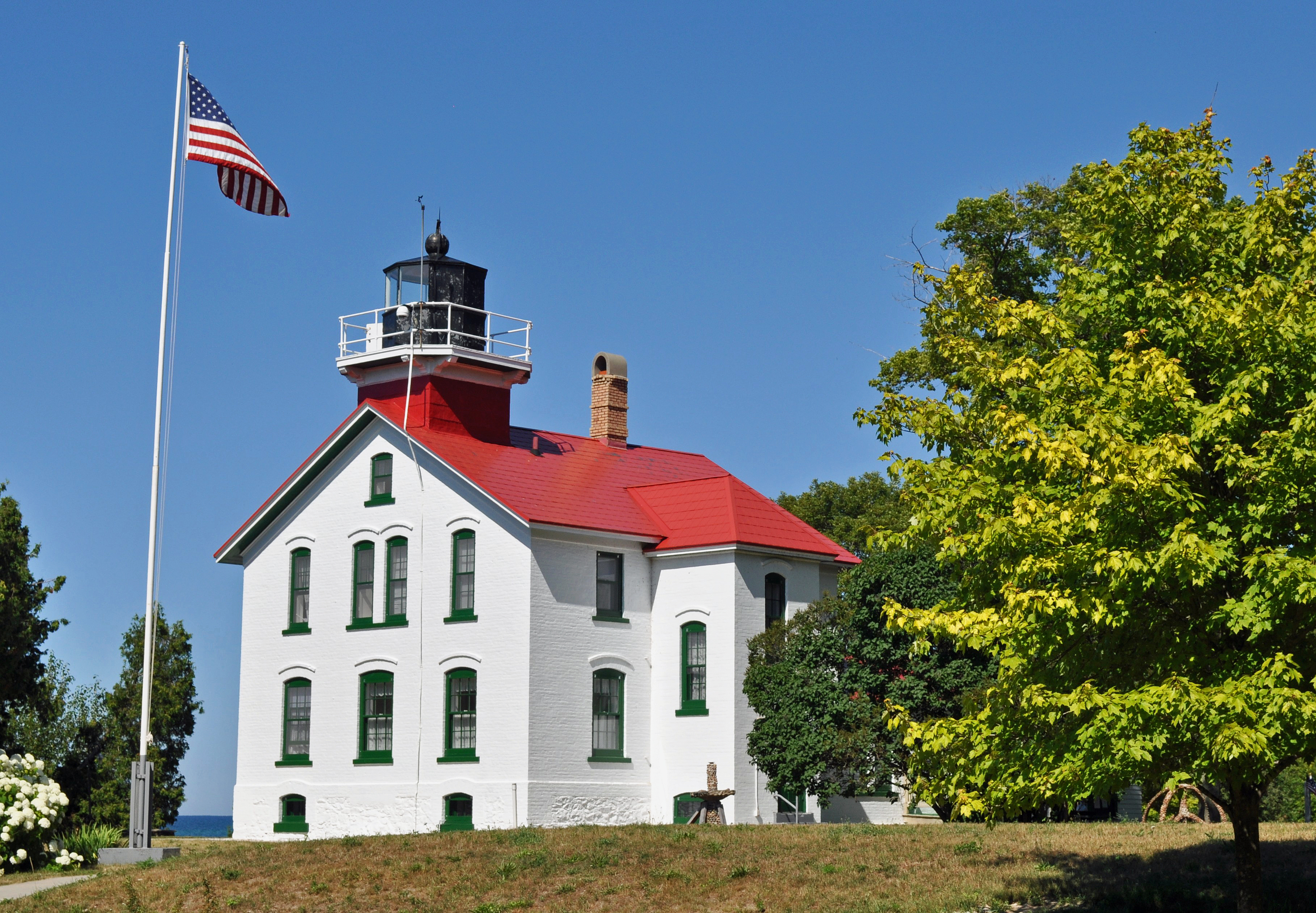
リーラノー半島の先端にあるグランドトラバース灯台。グランドトラバース湾の湾口を照らす。

湾の南側が、南北に細長いオールドミッション半島によって西グランドトラバース湾と東グランドトラバース湾に二分されているのが特徴であり、湾内にはノースポート湾、オメナ湾、サットンズ湾、バウワーズ湾、オールドミッション湾といった支湾がある。
ボードマン川が流入する西グランドトラバース湾の湾奥には湾岸の最大都市であるトラバースシティがある。
湾の東にはトーチ湖やエルク湖などの湖が並んでいる。これらの湖は水路によって結ばれており、最終的にエルク川として東グランドトラバース湾に流入する。

エルク川の流域

また、湾内と湾岸地域はグランドトラバース湾沖積層低地保護区として保全されている。

## 歴史
先史時代のものと見られる岩の彫刻が水中から発見されている。
17世紀には、イエズス会宣教師であるジャック・マルケットが付近を航行した。
その後、18世紀にフランス人探検家が、湾口を「ラ・グラン・トラバース」すなわち、湾口全長を横切ったことからグランドトラバース湾と名付けられた。
フランス領、イギリス領ケベック州を経て、1776年にアメリカ領となった。1839年に牧師のPeter Doughteryがオールドミッション半島の先端部に初めて入植し、「グランドトラバース」と名付けた（現在のペニンシュラ・タウンシップ のオールドミッション地区）。なお、この地区に建つミッションポイント灯台付近には、北緯45度線が通り、北極点と赤道の中間点として知られている。

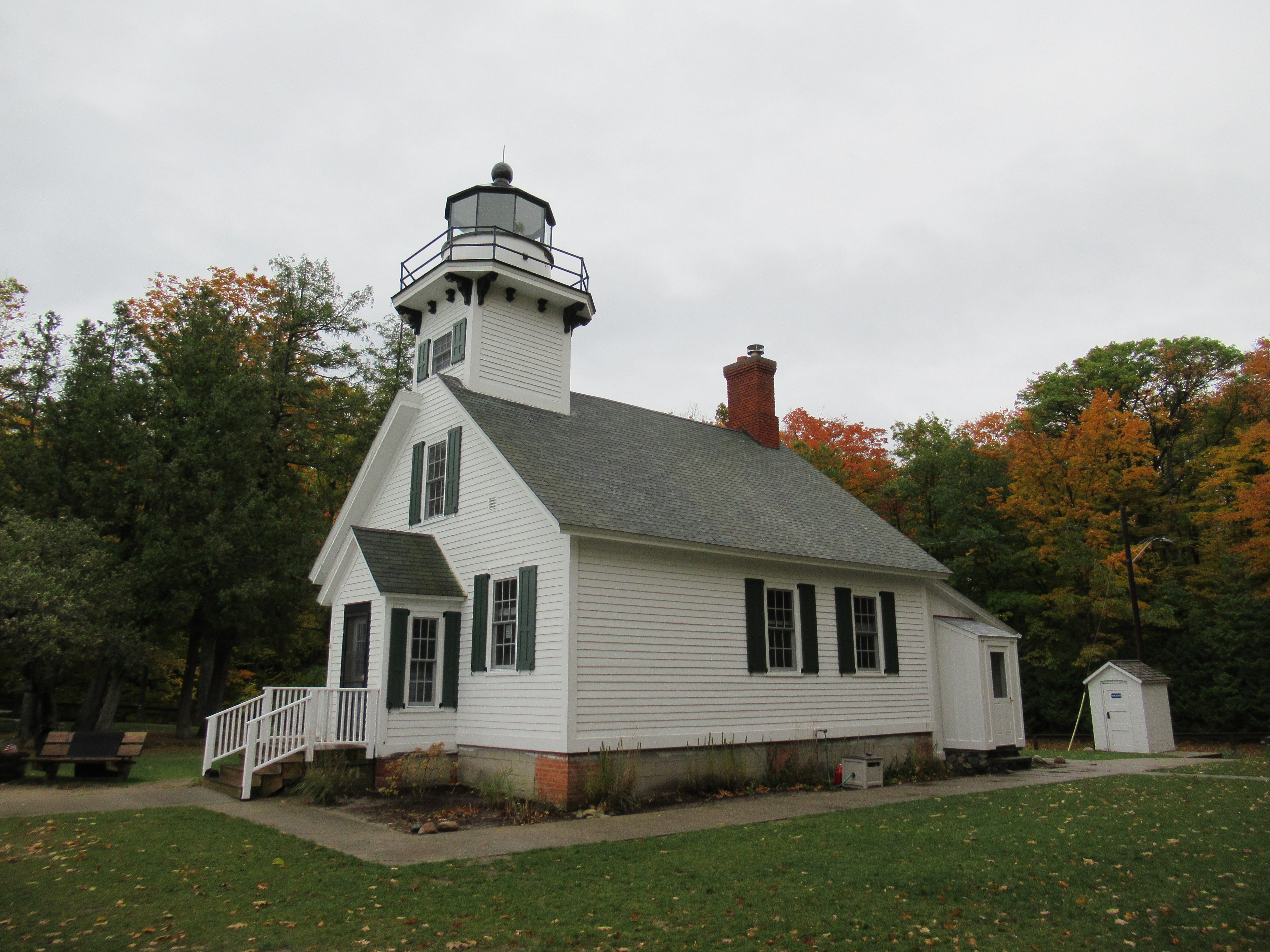
ミッションポイント灯台

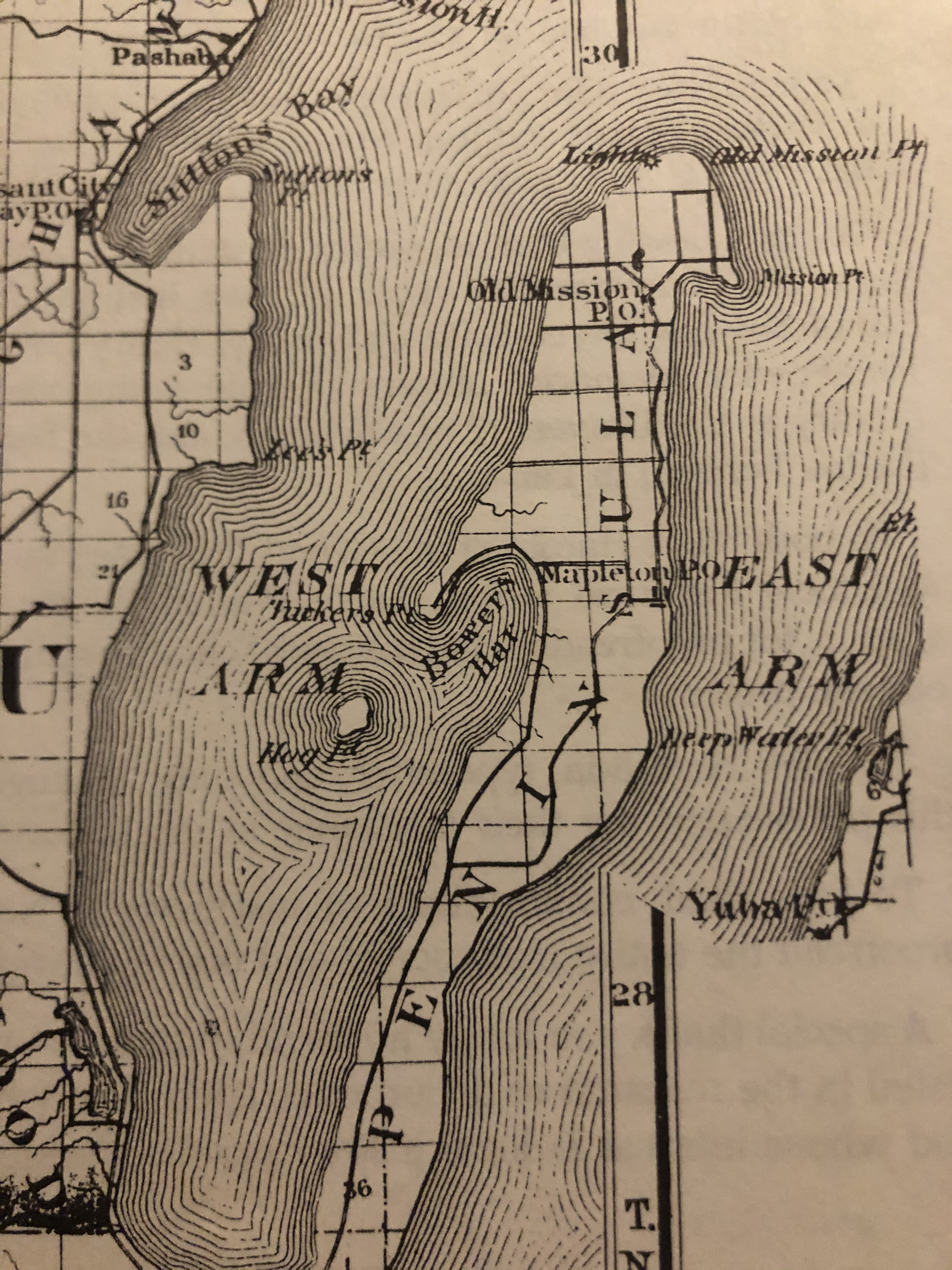
グランドトラバース湾の古地図（1873年）

## 経済
湾岸地域にはサクランボ（タルトチェリー）の果樹園が並び、サクランボの加工品を製造する企業が多数立地するなど、ミシガン州のサクランボ生産の中心地となっている。加えて、ミシガンワインの生産も盛んである。

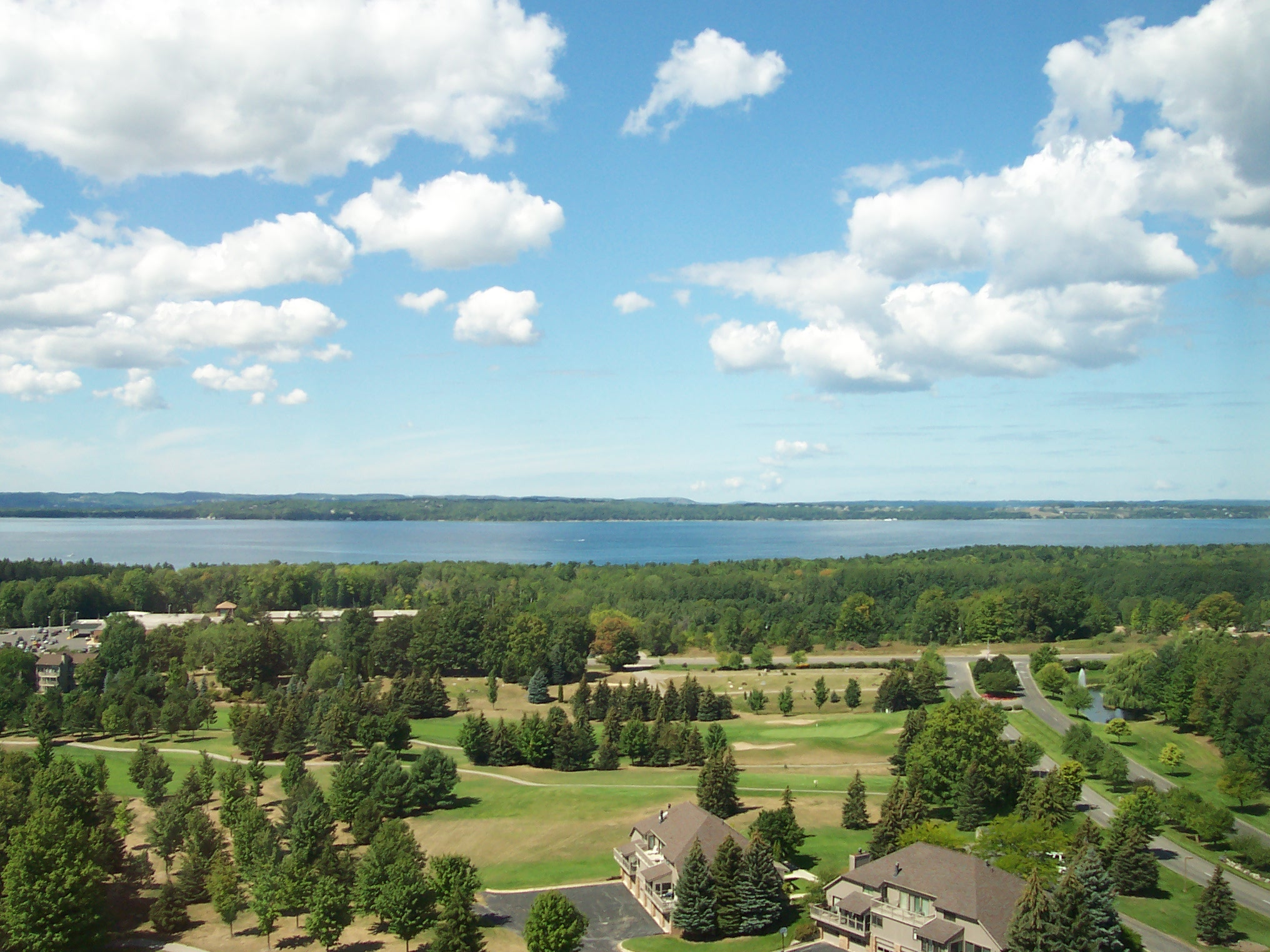
湾岸の田園風景

また、水泳やクルーズ、ボート、カヤック、釣りといったレジャーを楽しむことができ、人気の観光地となっている。

## 湾岸にある都市・町
北西部
- ノースポート（英語版） - 沖合にべロウ島（英語版）がある。
- オメナ（英語版）
- ペショウベスタウン（英語版）
- サットンズベイ（英語版）

南西部（西グランドトラバース湾）
- グレイリックビル（英語版）
- トラバースシティ

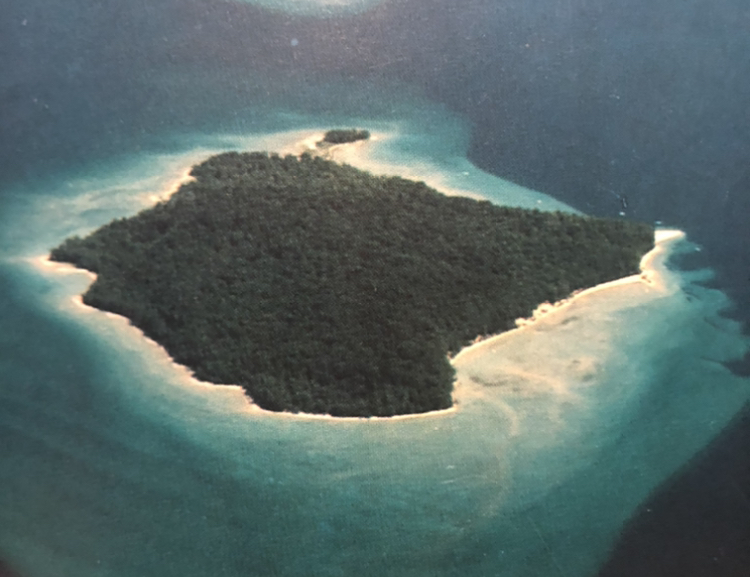
湾内で最大の島であるパワー島。画像の上方向にある小島がバセット島

- ペニンシュラ・タウンシップ（英語版）  - 沖合にパワー島（英語版）と、属島のバセット島がある。
  - バウワーズハーバー
  - ニータワンタ

南東部（東グランドトラバース湾）
- ペニンシュラ・タウンシップ（英語版）
  - オールドミッション
  - アーチー
- アクミー（英語版）
- ユバ（英語版）
- エルクラピッズ（英語版）

北東部
- バンクス・タウンシップ（英語版）
- ノーウッド（英語版）